# 矿石

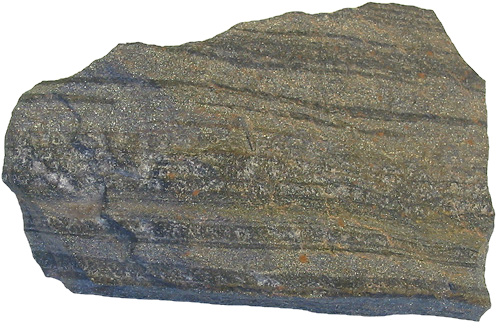
铁矿石（条状铁层）

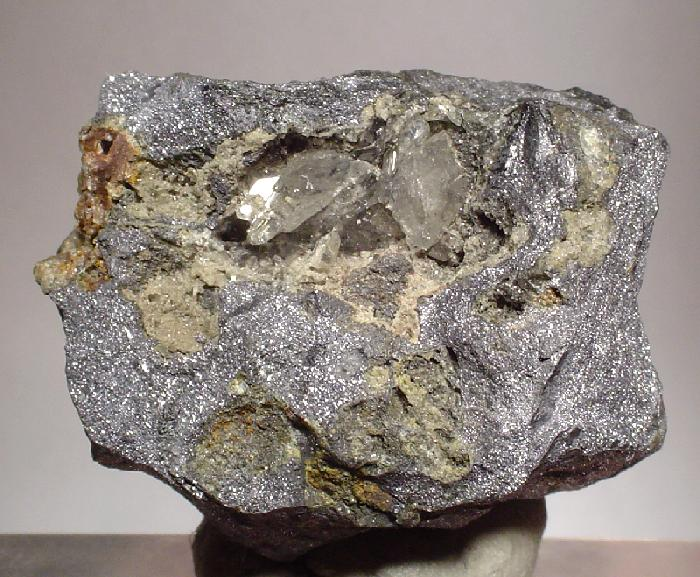
铅矿石 - 方铅矿与硫酸铅矿 (大小： 4.8 x 4.0 x 3.0 cm)

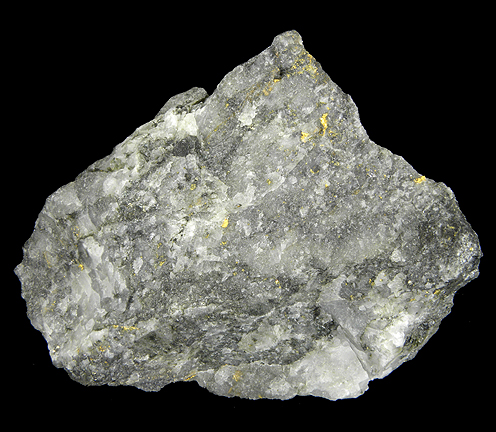
金矿 (大小：7.5 x 6.1 x 4.1 cm)

矿石，是指含有金属等重要元素成分矿物的岩石。矿石中常含有多种矿物，有应用价值的称为矿石矿物；与矿石矿物伴生，尚无法利用的矿物称为脉石矿物（脉石矿物与矿石矿物的划分不是绝对的，可能会因技术等因素而变化）。

### 分类
一般每个工业部门和矿区都有各自的计算范围。按所含有用矿物性质和利用的特征分为金属矿石和非金属矿石两大类。